# Atoconeura aethiopica
Atoconeura aethiopica är en trollsländeart som beskrevs av Douglas E. Kimmins 1958. Atoconeura aethiopica ingår i släktet Atoconeura och familjen segeltrollsländor. IUCN kategoriserar arten globalt som sårbar. Inga underarter finns listade i Catalogue of Life.